# Justizvollzugsanstalt Rockenberg
Die Justizvollzugsanstalt Rockenberg ist eine Justizvollzugsanstalt des Landes Hessen für den Vollzug der Jugendstrafe und der Untersuchungshaft bei männlichen Jugendlichen in Rockenberg im Wetteraukreis. Die JVA ist eine der ältesten in der Bundesrepublik und entstand im Jahr 1811 nach Auflösung von Kloster Marienschloss und dem Umbau der alten Klostergebäude aus dem 18. Jahrhundert. Das hessische Kulturdenkmal wurde im Laufe der Zeit für die Bedürfnisse der JVA nach Norden erheblich erweitert und umfasst mehr als 200 Haftplätze.

## Geschichte

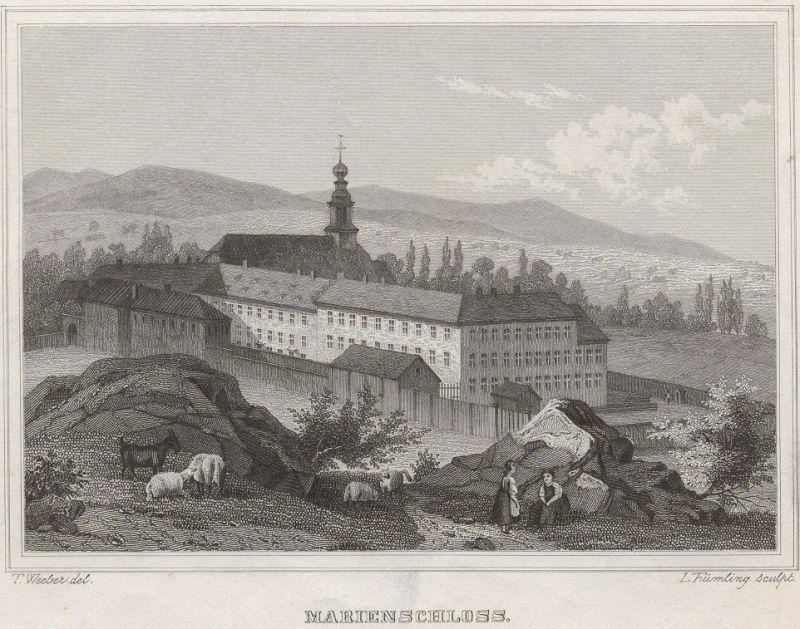
Marienschloss im Jahr 1840: links Kasernengebäude, dahinter der Äbtissinnenbau und die Klosterkirche, rechts das neue dreigeschossige Anstaltsgebäude

Im Jahr 1803 kam Kloster Marienschloss durch den Reichsdeputationshauptschluss an die Landgrafschaft Hessen-Darmstadt und wurde 1804 von Landgraf Ludwig X. per Erlass vom 13. November 1804 zum Gefängnis bestimmt. Die letzten neun Nonnen verließen 1809 das Kloster, das in eine „Zucht- und Besserungsanstalt“ umgebaut und 1811 von den ersten männlichen und weiblichen Häftlingen in drei umgebauten Flügeln des ehemaligen Kreuzgangs belegt wurde. Der Einzugsbereich war zunächst Hessen-Darmstadt, der 1833 auf Hessen-Homburg und 1848 auf die freie Reichsstadt Frankfurt am Main ausgedehnt wurde. 1823 wurden die „Neue Caserne“ mit Schlaf- und Aufenthaltsräumen für das militärische Wachpersonal (etwa 60 Personen) und das Lazarett errichtet, 1835 wurden die Konventgebäude um den Kreuzgang wegen Überbelegung um ein Geschoss aufgestockt und die „Marien-Apotheke“ gebaut. In nördlicher Verlängerung entstand ein großes dreigeschossiges Gebäude für Arbeits- und Schlafräume: der Ostflügel bereits 1828, der Westflügel 1829 zunächst zweigeschossig und 1852 mit drittem Geschoss, 1835 der Nordflügel. Eine Reform des Strafvollzugs führte 1850 zu Modernisierung der Einrichtung und der Haftbedingungen sowie zur besseren medizinischen Versorgung. Im Jahr 1855 folgte die Umbenennung in „Großherzogliches Landeszuchthaus“, das von 305 Häftlingen belegt wurde. Das Personal umfasste zu der Zeit 32 Personen und 65 als Wachpersonal. Wegen Überbelegung wurde 1894 ein Teil der Insassen in die neue JVA Butzbach und 1926 alle weiblichen Gefangenen nach Mainz verlegt.
Nördlich der alten Klostergebäude wurde 1907 ein kreuzförmiges Zellengebäude gebaut, dessen zentraler, panoptischer Kuppelbau die Überwachung aller Zellen in den vier Gebäudeflügeln ermöglichte. Zudem wurde eine Beamtensiedlung mit 15 Häusern für 30 Wohnungen östlich des Geländes angelegt. Neue Wirtschaftsgebäude entstanden 1930. Im Jahr 1936 folgte die Umbenennung in „Zuchthaus Marienschloß“ und 1939 die Umwandlung in eine Jugendstrafanstalt für männliche Jugendliche. Die durchschnittliche Belegung im Jahr 1937 betrug 408 Personen. Zu den 360 Gefangenen kam im März 1945 aus dem Rheinland nochmal dieselbe Anzahl hinzu. Am Kriegsende entließen die Amerikaner fast alle Gefangenen und belegten Marienschloss mit 700 polnischen Kriegsgefangenen, die in den Folgemonaten in ihre Heimat entlassen wurden. Ab 1946 diente Marienschloss wieder als Jugendstrafanstalt, als das Land Hessen neuer Eigentümer wurde. Das 1954 gegründete Fliedner-Haus war eine Außenstelle in Groß-Gerau mit 14 Haftplätzen im offenen Vollzug. Aus finanziellen Gründen wurde es im August 2004 in die JVA Gießen verlegt, nachdem es seit Jahren nicht ausgelastet war.
Die lange ungenutzten Klostergebäude wurden 1960 modernisiert und für die Einzelhaft umgebaut. 1962 wich der „Kerkerbau“ dem Neubau von „Haus E“. 1964 war die Einweihung des 50-Zellengebäudes, das 1989 wieder abgebrochen wurde. Das Gelände der Anstalt wurde 1975 nach Norden durch eine Erweiterung der Mauer vergrößert, wo im September 1979 vier neue Unterkunftshäuser eingeweiht wurden. Außerhalb der Mauern wurde ein Heizwerk errichtet. 1976 folgten der Abriss des alten Lazaretts zugunsten einer neuen Sicherheitszentrale mit zusätzlichen Werkräumen und 1979 der Abriss des Kuppelbaus. 1985 wurden die Sportanlagen und das Schulgebäude und 1994 das dreigeschossige Funktionalgebäude „Haus E“ fertiggestellt.

## Gebäude

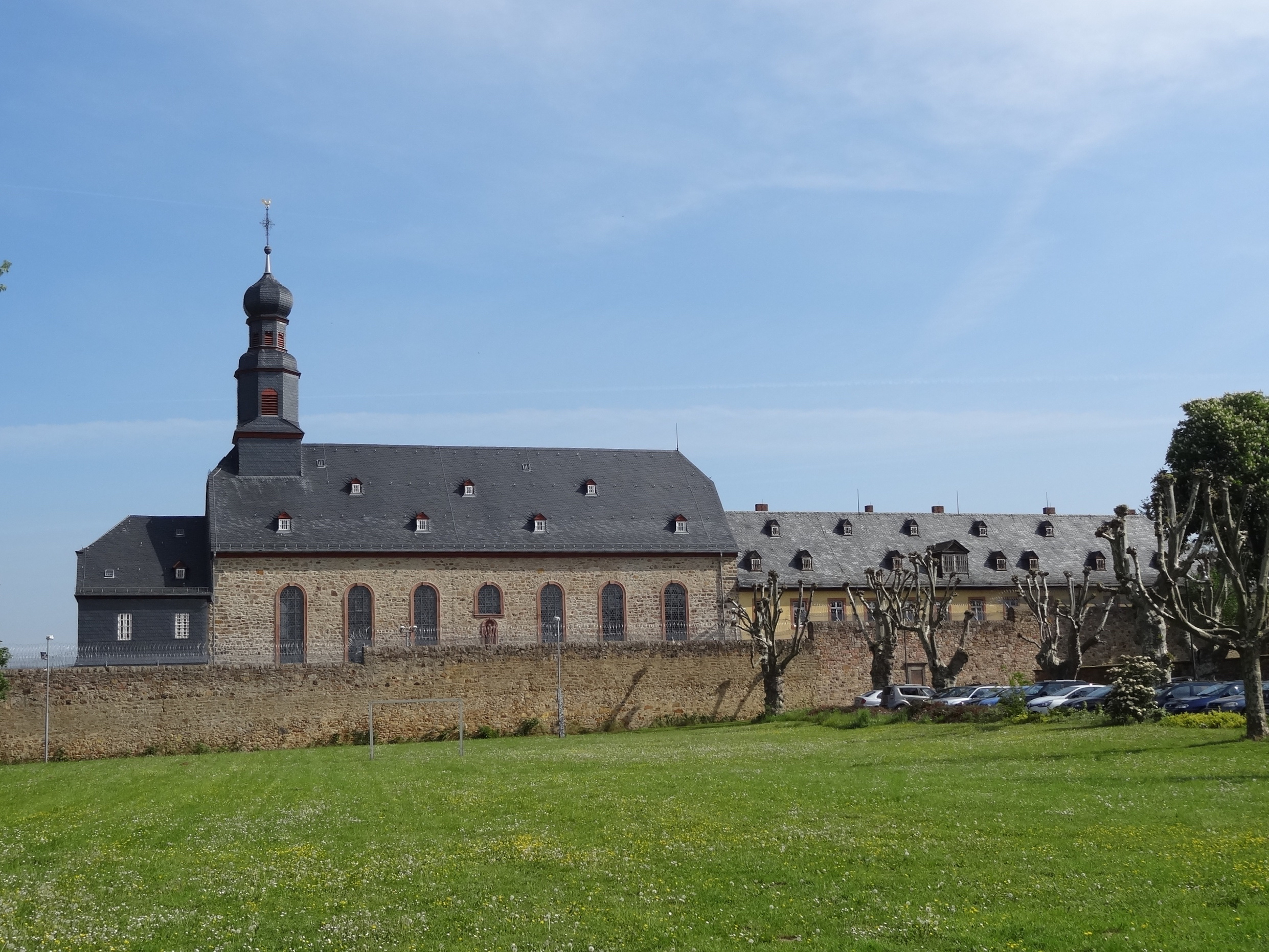
Klosterkirche und ehemaliger Äbtissinnenbau (heute Verwaltung der JVA)

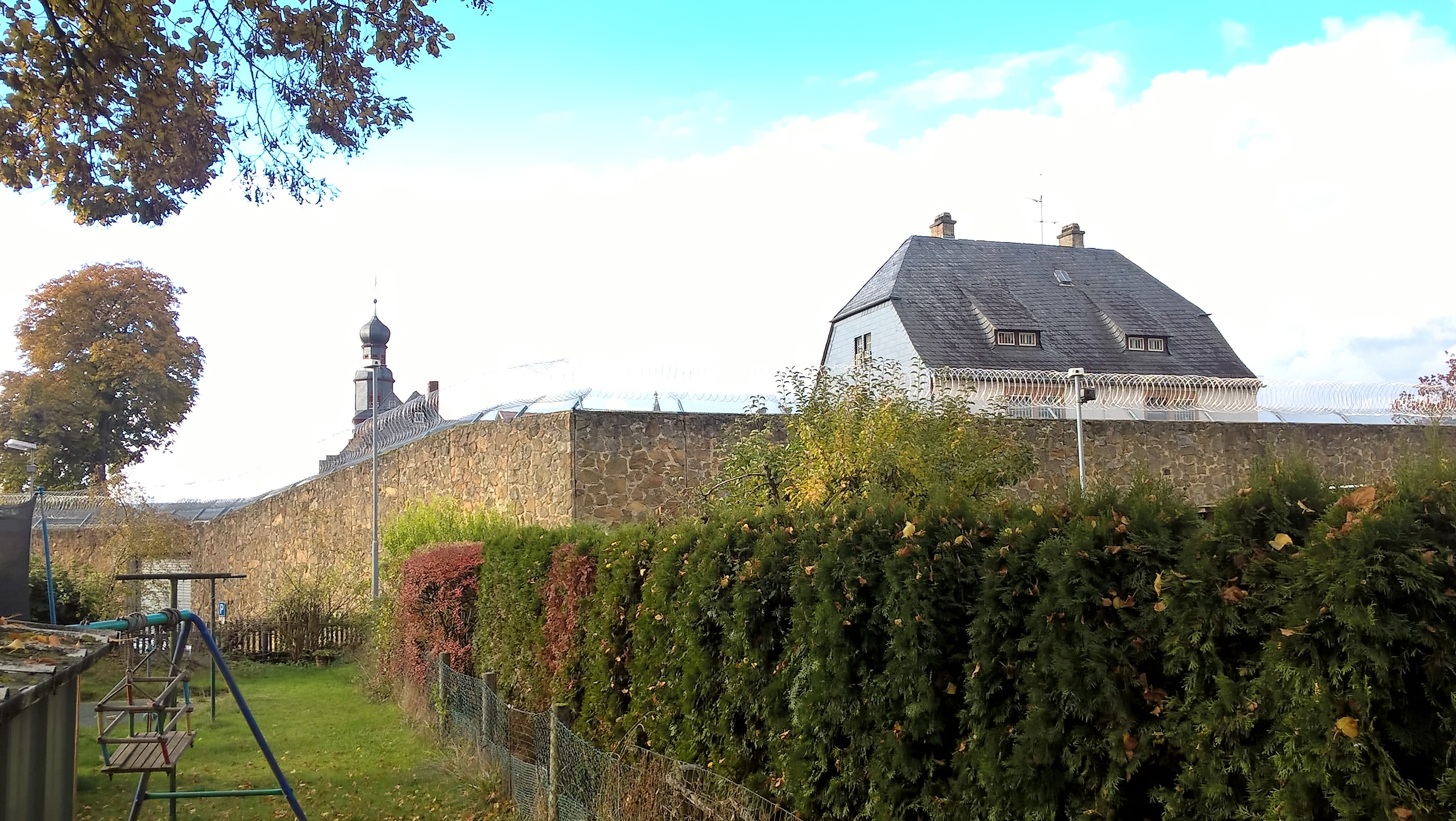
Südostecke

Marienschloss liegt im Nordwesten von Rockenberg. Weiter nordwestlich grenzt die JVA direkt an das Naturschutzgebiet Klosterwiesen von Rockenberg an.
Die ältesten Gebäude aus klösterlicher Zeit liegen im Süden des Geländes. Die Marienkirche Rockenberg von 1749 aus hellem Bruchsteinmauerwerk dient heute als Anstaltskirche, die simultan für katholische und evangelische Gottesdienste genutzt wird. Östlich der Kirche ist der zweigeschossige, ehemalige Äbtissinnenbau von 1733 angebaut, der die „Alte Caserne“ (vermutlich 17. Jahrhundert) mit der Kirche verbindet. Der Äbtissinnenbau wird heute für die Verwaltung der JVA genutzt. Er steht im spitzen Winkel zur zweigeschossigen „Alten Caserne“, die im Norden ihre Fortsetzung in der etwas niedrigeren „Neuen Caserne“ von 1823 findet. Eine Arkadenreihe mit offenen Rundbögen kennzeichnet das Erdgeschoss zu beiden Seiten. Das Obergeschoss wird von einem Satteldach bedeckt.
Im Norden der Kirche schließt sich der Kreuzgang an, dessen Südflügel aus dem 14. Jahrhundert unterhalb der heutigen Kirche auf dem Niveau der Vorgängerbauten verläuft. Der dreiflügelige, ehemalige Konventbau, der sich nördlich der Kirche an den Kreuzgang anschließt, hat seine heutige Gestalt 1835 bei der Umwandlung des Klosters in ein Zuchthaus erhalten, als er aufgestockt wurde. Heute wird der Ostflügel in beiden Geschossen als Krankenstation und der Westflügel für die Untersuchungshaft der JVA genutzt. Ein kleiner Dachreiter ziert das Dach. Weiter nördlich ist ein weiterer dreiflügeliger Komplex aus dem 19. Jahrhundert angebaut, in dem Werkstätten und Schulen untergebracht sind.
Nördlich der ehemaligen Klosteranlage schließen sich moderne Verwaltungs- und Wirtschaftsgebäude sowie die Sportanlagen samt Sporthalle an. „Haus E“ (1962) umfasst Lehrküche, Bäckerei und Kfz-Werkstatt im Erdgeschoss, ein „Therapeutisches Zentrum“ im Obergeschoss und weitere Hafträumen im dritten Geschoss. Ganz im Norden sind vier baugleiche, langgestreckte Unterkunftshäuser aus dem Jahr 1979 errichtet.

## Vollzug

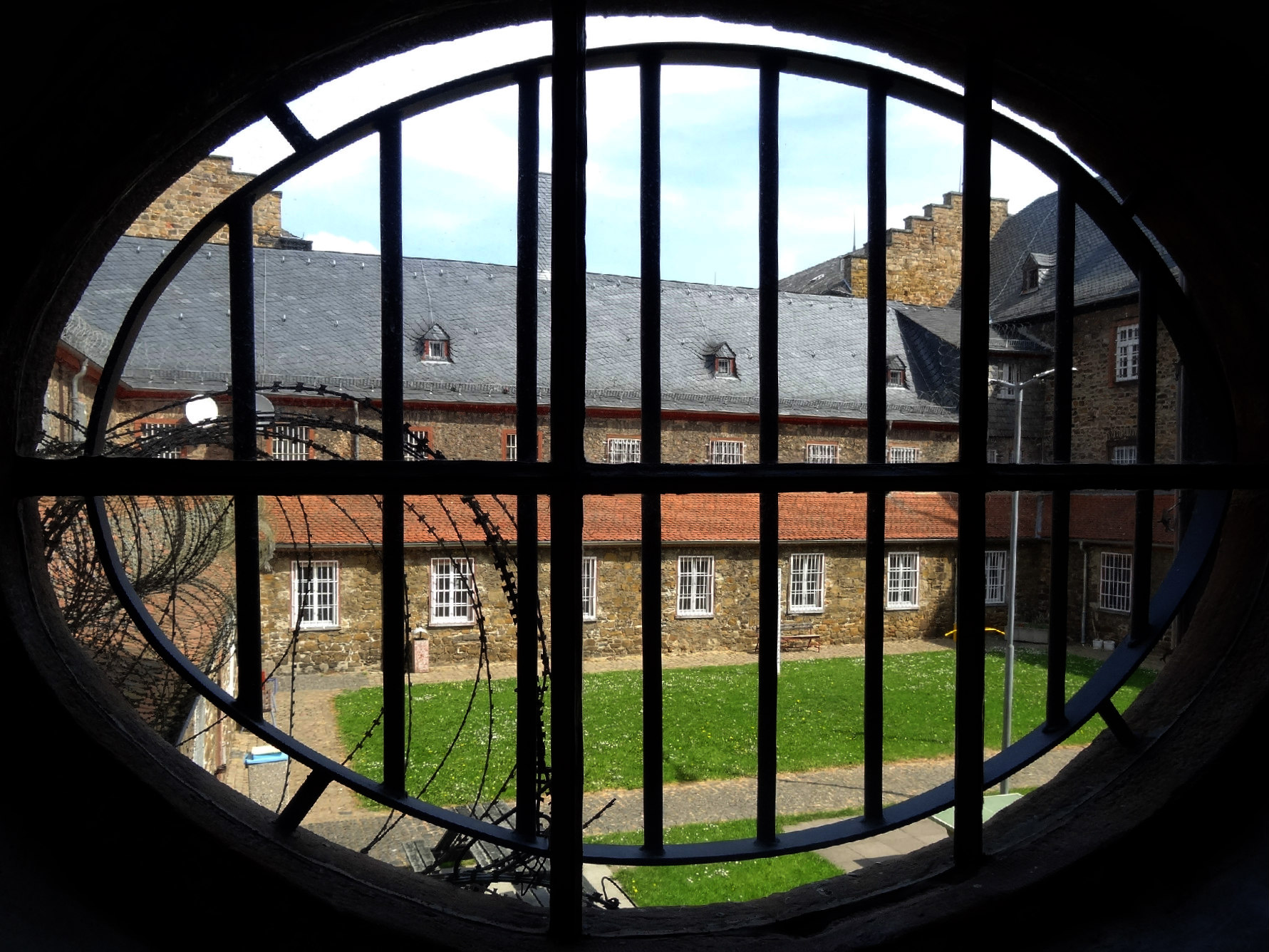
Blick aus dem Kapitelsaal der Kirche

Die JVA ist zuständig für den Vollzug der Jugendstrafe im geschlossenen gemäß § 17 Jugendgerichtsgesetz. Die männlichen Verurteilten sind zwischen 14 und 19 Jahre alt und stammen aus allen hessischen Landgericht-Bezirken. Bei der Untersuchungshaft gemäß § 72 JGG kommen sie nur aus einigen hessischen Landgericht- und einigen Amtsgericht-Bezirken. Das Durchschnittsalter beträgt 18,3 Jahre, die durchschnittliche Haftzeit 16 Monate und der Ausländeranteil 48,4 %.
Die Jugendlichen sind in jedem Haus in vier Wohngruppen von acht bis zehn Personen untergebracht. Jede dieser Wohngruppen wird von einem Sozialpädagogen oder Sozialarbeiter betreut. Hinzu kommt eine festgelegte Anzahl an Beamten des allgemeinen Vollzugsdienstes. Ein wesentliches Element des Vollzugs ist die schulische Förderung und die Vermittlung ordentlicher Schulabschlüsse als Voraussetzung für eine erfolgreiche gesellschaftliche Wiedereingliederung. Etwa 90 % der Jugendlichen haben keinen Schulabschluss. Zudem verfügt die JVA über die Ausbildungsbereiche Metall, Bau und Baudekoration und Lebensmittelverarbeitung sowie über Hilfsarbeitsplätze in der Hauswirtschaft.